# غلوري جونسون
غلوري جونسون (بالإنجليزية: Glory Johnson)‏ مواليد 27 يوليو 1990 في كولورادو سبرينغس، هي لاعبة كرة سلة أمريكية. بدأت مسيرتها الاحترافية في سنة 2012. تم اختيارها من قبل فريق تلسا شوك خلال الدرافت. تلعب مع دالاس وينغز في دوري الاتحاد الوطني لكرة السلة النسائية. وتحمل الرقم 25. لعبت مع دالاس وينغز ونادجدا أورينبورغ.

## روابط خارجية
- غلوري جونسون على موقع الاتحاد الوطني لكرة السلة النسائية (الإنجليزية)
- غلوري جونسون على موقع كرة السلة الأوروبية.كوم (الإنجليزية)
- غلوري جونسون على موقع كلية كرة السلة في سبورتس رفرنس.كوم (الإنجليزية)
- غلوري جونسون على موقع بروبوليرز (الإنجليزية)
- غلوري جونسون على موقع سبورتس رفرنس (الإنجليزية)